# Zostérops oriental
Zosterops palpebrosus
Espèce
Statut de conservation UICN

 LC  : Préoccupation mineure
Le Zostérops oriental (Zosterops palpebrosus), aussi appelé Zostérops de l'Inde est une espèce d'oiseaux de la famille des Zosteropidae. Répandu dans une large partie des forêts du sud de l'Asie, il est reconnaissable à sa couleur jaune ; il possède une taxonomie complexe qui est encore en pleine évolution.

## Dénomination
Le nom Zostérops est issu du grec ζωστήρ (zoster) signifiant « ceinture » et ὤψ (ops) signifiant « œil », en référence au cercle blanc qui entoure ses yeux ; l'épithète palpebrosus le désigne également, signifiant littéralement « aux paupières proéminentes ». Le qualificatif « oriental » se réfère à son origine géographique.

## Description
Le Zosterops oriental est caractérisé par sa couleur plutôt jaune, notamment sur le dessus (avec un jaune-vert olive), avec un front et une gorge jaune brillant ; sa queue est également plus jaune que le reste. Il Ses dessous sont généralement gris bien qu'ils puissent aussi être totalement jaunes chez certaines populations. Il possède occasionnellement une bande ventrale légèrement jaune. Son œil est entouré du cercle oculaire blanc caractéristique des zostérops ; ses lores sont noirs, et son bec est de couleur sombre, tout comme ses pattes.
La femelle est identique au mâle, tout comme les juvéniles.

## Répartition et habitat

### Répartition
On trouve le Zostérops oriental dans une large zone, s'étendant du nord-est de l'Afghanistan et l'est du Pakistan (dans lequel il s'étend progressivement plus à l'ouest, ayant été observé jusqu'en Iran et en Oman), dans une large partie de l'Inde, et dans la péninsule indochinoise du nord de la Chine au sud de la Thaïlande.

### Habitat
Il occupe des habitats forestiers assez variés, incluant notamment les mangroves ; on peut le trouver du niveau de la mer à 2 800 m d'altitude. Il s'adapte relativement bien aux jardins et aux plantations, ainsi qu'aux zones plus urbanisées. Au Sri Lanka, il n'occupe que les zones de basse altitude, les hauteurs étant le domaine du Zostérops de Ceylan.

## Écologie et comportement

### Alimentation
Le Zostérops oriental se nourrit aussi bien de graines (jouant ainsi un rôle de dispersion) que de fruits, de nectar ou d'insectes. Il est capable de se nourrir du fruit du Cascabela thevetia, une plante invasive pourtant toxique.
Il se nourrit notamment dans les étages moyens de la forêt; on peut occasionnellement le trouver en compagnie d'autres espèces au sein d'une volée mixte d'alimentation.

### Reproduction
Le Zostérops oriental se reproduit typiquement entre avril et juin, bien que la saison puisse s'étendre de janvier à octobre selon les régions. Le nid est construit par les deux sexes (ou seulement la femelle) entre deux branches, généralement à basse hauteur ; il est bâti à l'aide de fibres végétales renforcées de soie d'araignée, de mousses et de poils. Il a été observé en train de voler les matériaux des nids d'autres espèces. Il pond entre 1 et 5 œufs (généralement 3), couvés par les deux parents pendant 10 à 11 jours ; les jeunes sont capables de quitter le nid après une durée similaire, et deviennent indépendants dans les deux semaines qui suivent.

### Prédation et parasitisme
Le Zostérops oriental est victime du parasitisme de couvée de la part du Coucou plaintif et du Coucou à ventre roux.

## Systématique
Le Zostérops oriental a été décrit pour la première fois par Coenraad Jacob Temminck en 1824,  sous le nom Sylvia palpebrosa. Le passage au genre Zosterops est attesté dès 1840.
Il est actuellement divisé en 7 sous-espèces dans la classification de référence du Congrès ornithologique international (2 avril 2024):
- Z. p. occidentis Ticehurst, 1927: Vit dans le nord-est de l'Afghanistan, le Pakistan, le nord de l'Inde et l'ouest de l'Himalaya. Plus jaune et brillant que palpebrosus, avec moins de vert, et plus pâle dessous[14].
- Z. p. palpebrosus (Temminck, 1824): La sous-espèce nominale. Vit dans le sud-est de l'Arabie, le nord de l'Inde, jusqu'au Sichuan, le Yunnan et le Myanmar.
- Z. p. nilgiriensis Ticehurst, 1927: Vit dans le sud des Ghats occidentaux (sud-ouest de l'Inde). Très proche de palpebrosus, mais sensiblement plus grand[14].
- Z. p. salimalii Whistler, 1933: Vit dans le sud des Ghats orientaux (sud-est de l'Inde). Nommée en l'honneur de Salim Ali, qui a participé aux expéditions ayant récolté les premiers spécimens. Ses dessus sont jaune-vert (plus jaune que occidentis, mais moins que egregius), son bec est très fin et ses dessous sont très clairs[15].
- Z. p. egregius Madarász (en), 1911: Vit dans une large partie de l'Inde à basse altitude, au Sri Lanka et dans les Laquedives. Dessus jaune-vert (sensiblement plus jaune que palpebrosus), front jaune, ailes et queue brunes, dessous blancs teintés de gris[16].
- Z. p. siamensis Blyth, 1867: Vit dans la péninsule indochinoise, à partir du sud du Myanmar. Possède un cercle oculaire assez étroit. Entièrement jaune au Myanmar et en Thaïlande, mais ventre gris ailleurs, avec une bande haybe ventrale[17].
- Z. p. nicobaricus Blyth, 1845: Vit sur les îles Andaman et les îles Nicobar. Proche de palpebrosus avec un bec plus grand ; légèrement plus petit que nilgiriensis ; ses dessus sont globalement plus olive que les autres sous-espèces[18].

Sa classification phylogénétique précise reste encore floue ; de nombreux changements ont eu lieu en 2017, à la suite de deux études génétiques : les sous-espèces williamsoni et erwini ont été reconnues comme appartenant à une espèce distincte, le Zostérops de Swinhoe, tandis que les melanurus et buxtoni, présentes sur l'île de Java, forment désormais le Zostérops à queue noire. Enfin, la sous-espèce unicus des îles de la Sonde est rattachée au Zostérops pâle. La parentée exacte de nicobaricus n'est pas encore déterminée, et il n'est pas impossible qu'il soit rattaché dans le futur au Zostérops de Swinhoe,.

## Le Zostérops oriental et l'humain

### Conservation
Le Zostérops oriental est considéré comme une « préoccupation mineure » par l'UICN (2 avril 2024), en raison de sa large aire de répartition, bien que sa population précise ne soit pas connue.